# Счастливое (Генический район)
Счастли́вое (укр. Щасливе; до 2016 г. Ки́рово, до середины 1930-х Курча́товка) — село в Ивановской поселковой общине Генического района Херсонской области Украины. В 2022 году, во время вторжения России на Украину, село было захвачено. На данный момент находится под оккупацией ВС РФ.
Население по переписи 2001 года составляло 124 человека. Занимает площадь 16,17 км². Почтовый индекс — 75420. Телефонный код — 5531.

## Местный совет
75 420, Херсонская обл., Ивановский р-н, с. Трофимовка